# Lalita Svete
Lalita Svete (* 1996 in Wien) ist eine österreichische Violinistin.

## Leben und Wirken
Lalita Svete ist die Tochter des Komponisten und Musikpädagogen Tomaž Svete. Im Alter von vier Jahren erhielt sie ersten Geigenunterricht an der Musikschule in Maribor, mit deren Orchester sie im Alter von sieben Jahren erstmals als Solistin auftrat. Ihr Studium absolvierte sie an der Musik und Kunst Privatuniversität Wien, unter anderem bei Boris Brovtsyn. Weitere Lehrer waren Arkadij Winokurow und Lidia Baich. Außerdem besuchte sie Meisterkurse von Vadim Gluzman, Yair Kless und Rachel Podger. Sie ist Preisträgerin mehrerer Wettbewerbe.
Unter anderem konzertierte sie unter anderem im Wiener Konzerthaus und im Wiener Musikverein, beim Carinthischen Sommer, beim Sommerfestival Lent in Maribor, am Teatro La Fenice und am Teatro Malibran in Venedig, in der Slowenischen Philharmonie, im Cankarjev dom sowie in Kroatien und in den USA. Dabei arbeitete sie mit Orchestern zusammen wie zum Beispiel dem Radio-Sinfonieorchester Slowenien (Simfonični orkester RTV Slovenija), der Kiew Camerata oder den Zagreb Soloists (Zagrebački Solisti).

## Diskografie
- Silhouettes. Mit Evgeny Sinaiski, Klavier. Werke von Tomaž Svete, J. S. Bach, Eugène Ysaÿe, Sergei Prokofjew (RTV Slovenija; 2021)